# Donkere spitsmuis
De donkere spitsmuis (Crocidura polia)  is een zoogdier uit de familie van de spitsmuizen (Soricidae). De wetenschappelijke naam van de soort werd voor het eerst geldig gepubliceerd door Hollister in 1916.

## Voorkomen
De soort komt voor in Congo-Kinshasa.